# Liste der Kulturdenkmäler in Frankfurt-Nieder-Eschbach
In der Liste der Kulturdenkmäler in Frankfurt-Nieder-Eschbach sind alle Kulturdenkmäler im Sinne des Hessischen Denkmalschutzgesetzes in Frankfurt-Nieder-Eschbach, einem Stadtteil von Frankfurt am Main aufgelistet.
Grundlage ist die Denkmaltopographie aus dem Jahre 1994, die zuletzt 2000 durch einen Nachtragsband ergänzt wurde.

## Kulturdenkmäler auf dem Friedhof von Nieder-Eschbach
Der Ergänzungsband von Volker Rödel zur Denkmaltopographie, „Die Frankfurter Stadtteilfriedhöfe“ nennt zwei Grabmale auf dem Friedhof von Nieder-Eschbach, die ebenfalls unter Denkmalschutz stehen.
| Bild                   | Bezeichnung            | Lage                          | Beschreibung | Bauzeit | Daten |
| ---------------------- | ---------------------- | ----------------------------- | --- | ------- | ----- |
| Familie Schwenk-Bieber | Familie Schwenk-Bieber | Friedhof Nieder-Eschbach Lage | Neogotische Marmorstele an prominenter Stelle rechts vom Eingang in einer weiträumigen Einfriedung mit gusseisernen Pfosten, Wimperge und Fiale mit Krabbenbesatz. Die Stele stammt von Steinmetz Rapp. | 1878    |       |
| Familie Schmidt        | Familie Schmidt        | Friedhof Nieder-Eschbach Lage | Übergiebelte Steele in Formen der Rennaiccance aus gelben Sandstein | 1886    |       |